# Pap Katalin (színművész)
Pap Katalin (Budapest, 1975. augusztus 20. –) magyar színművésznő, szinkronszínész.

## Életrajza
Már kisiskolásként vonzotta az irodalom. A gimnáziumban egyértelművé vált, hogy a színészet felé orientálódik. Káldi Nóránál, majd Kopetty Liánál tanulta a színészmesterséget. 1995-ben felvételt nyert a Budapesti Operettszínház Zenés Színészképző stúdiójába. Már az utolsó évben szerepet kapott az Elizabeth c. musicalben, majd a stúdió elvégzése után darabszerződéssel játszott a József Attila-, Operett-, és Thália Színházban, valamint a Vidám Színpadon. Ekkor kezdett el szinkronizálni is. 2001-ben a Veszprémi Petőfi Színházhoz szerződött, ahol megkapta első zenés főszerepét, A kölyök c. musicalben Mary Pickfordot formálhatta meg. Ezt több klasszikus szerep követte, mint a Faustban Margit, vagy a Kaviár és Lencse Fiorellája. 2004-től szabadúszó. Játszott a Centrál Színházban, a Lőrinci Színpadon, illetve több független társulatnál.

## Tanulmányok
- 1995 – 1998 Fővárosi Operett Színház Zenés- Színészképző Stúdió
- 2001 – Színész I.

## Színpadi szerepei
- 1998 – József Attila Színház 
  - Chicago – Liz
- 1999 – Thalia Színház 
  - Annie – Bonnie Boylan
- 2000 – Vidám Színpad 
  - Charley nénje – Kitty
- 1999 -2001 – Lőrinci Színpad 
  - Árgyélus királyfi – Tündér Ilona
  - A császár új ruhája – Királylány
  - A Debreceni lunátikus – Veronka
- 2001 – 2004 – Veszprémi Petőfi színház – 
  - A kölyök – Mary Pickford
  - Faust – Margit
  - Csizmáskandúr – Királylány
  - Kaviár és lencse – Fiorella
- 2004 – Pannon Várszínház –
  - Íme az Ember – Salome
- 2005- Klub Színház –
  - Bunburry – Gwendolin
  - Leszállás Párizsban – Jacqueline
- 2005 – 2007- Centrál Színház
  - Csak semmi szexet, kérem – Barbara
  - Vidám kísértet – Ruth
  - Fekete Péter – Claire
- 2006 – 2009 – Kultea
  - A gammasugarak hatása a százszorszépekre – Ruth
  - Törődj a kerttel! – fiatal Ágnes
  - Macskajáték – Egérke
- 2013 – 2014 – Lőrinci Színpad
  - Az aranyszőrű bárány – Kunigunda
  - Hókirálynő – Rablólány
  - Tűzpiros virág – Fisza
- 2014 – Pilisi Klastrom Fesztivál
  - A kölyök – Mary Pickford

## Rendezés
- 2012 – Valahol Európában
- 2014 – A kölyök

## Filmjei, Tv
- Sarajevo kávéház
- Barátok közt: Kemenes Dorottya (2002)
- Nagyfülű Artúr kalandjai
- Zsaruvér és csigavér
- Bűnök és szerelmek
- Családi titkok

## Szinkronszerepei

### Film, sorozat
- A sötét lovag – Anna Ramirez nyomozó (Monique Curnen)
- Jurassic World: Világuralom – Soyona Santos (Dichen Lachman)
- Zorro – Esmeralda (Marlena Favela)
- Csók és csata – Patricia (Marlena Favela)
- Man in Trees – Annie (Emily Bergl)
- Grimm – Adalind (Claire Coffe)
- A házasság buktatói – Şükran (Şükü) – Defne Bölükbaşıoğlu
- Samantha Who? – Andrea (Jennifer Espozito)
- Emlékezz, Reina! – Connie (Maria Luisa Flores)
- Szünidei napló – Ruti (Michal Yannai)
- Szerelem kiadó – Seda Berensel (Müjde Uzman)
- A múlt árnyékában – Miriam Fábry (Natália Germáni)
- Cobra 11 – Susanne König (Daniela Wutte)
- Centro Médico – Marina Rey (Rocío Anker)
- Mavi Szerelme - Fatma Yılmaz (Nur Yazar)
- Zafír - Egy rejtett szerelmi történet - Cemile (Nur Yazar)
- Kegyetlen szerelem - Alev Arslan (Müjde Uzman)
- A Baleset - Lupita (Eréndira Ibarra)

### Rajzfilm, anime
- Phineas és Ferb – Candace (1. évad)
- Avatár – Aang legendája – Suki
- Korra legendája – Zhu Li
- Pecatanya – Bíbori
- Transformers: Robots in Disguise – Strongarm
- SpongyaBob Kockanadrág – Pearl
- Star Wars: A klónok háborúja – Suu Lawquane (Cara Pifko)
- Star Darlings: Csillagocskák – Adora
- Star Wars: A Rossz Osztag – Suu Lawquane (Cara Pifko)